# Nationalité italienne
 (mars 2023).
 (13 juillet 2018).
Améliorez-le ou discutez des points à vérifier. 

Armoiries de la République italienne

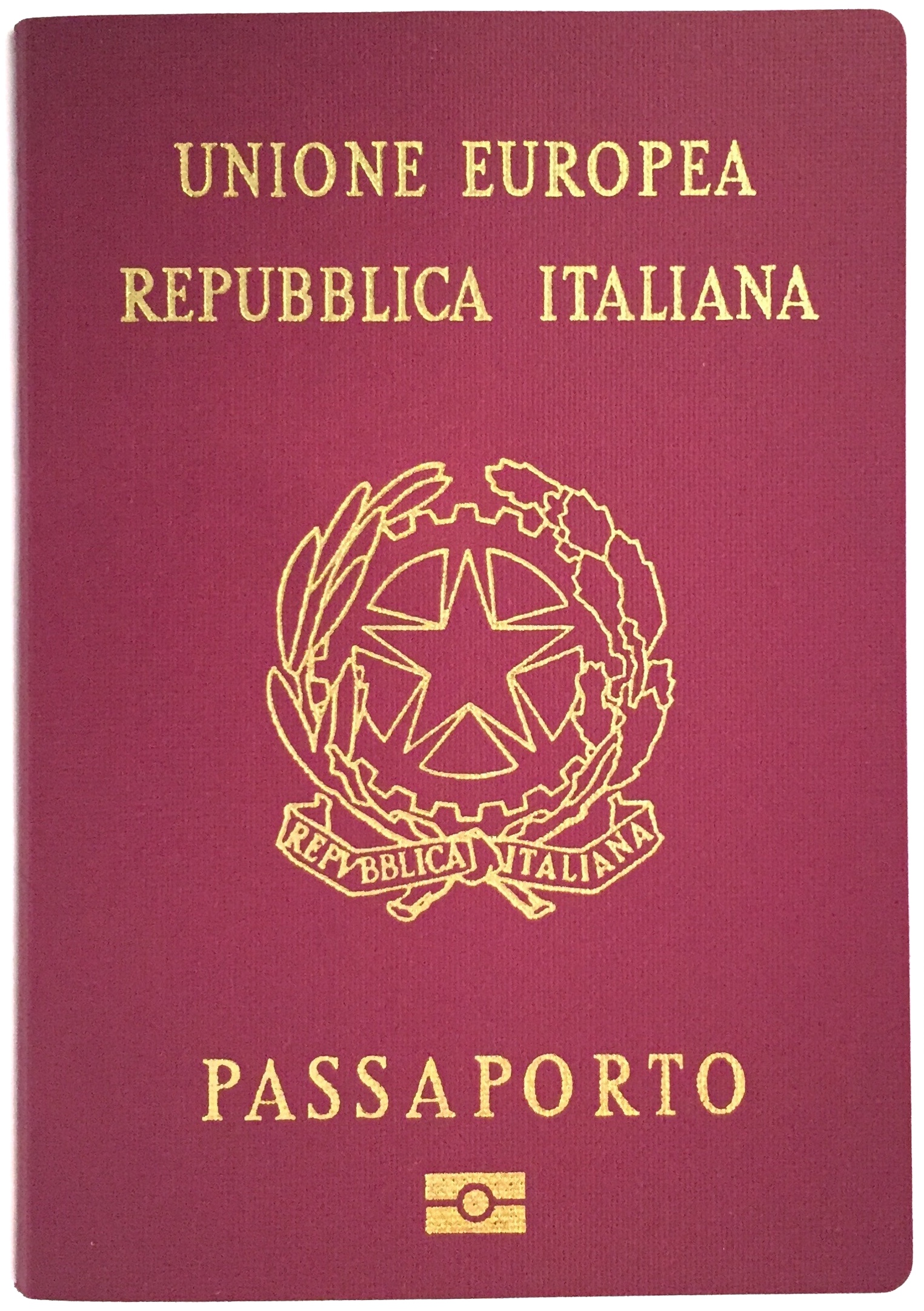
La couverture d'un passeport italien publié en 2006

La nationalité italienne est le statut d'une personne physique (appelée alors citoyen italien) dont le système juridique italien reconnaît l'attribution de l'entièreté des droits civils et politiques. La citoyenneté italienne est principalement basée sur le jus sanguinis.

## Acquisition de la citoyenneté italienne
La citoyenneté italienne peut être diversement acquise par les moyens suivants:
- automatiquement, selon le ius sanguinis (acte de naissance, de reconnaissance ou d'adoption, d'un seul parent de nationalité italienne), ou selon le ius soli (seulement né en Italie de parents qui sont apatrides ou de parents connus dont le système juridique d'origine ne couvre pas le ius sanguinis) ;
- sur demande, selon le ius sanguinis (voir ci-dessous) ou après avoir effectué le service militaire, ou le service civil ;
- pour les élections si la personne est née en Italie de parents étrangers et résidant légalement et de manière ininterrompue jusqu'à 18 ans sur le territoire; cette déclaration doit être faite dans un délai d'un an à partir de l'avènement de l'âge[1] ;
- Par naturalisation au bout de 10 ans de résidence légale en Italie, à la condition d'absence de casier judiciaire et une attestation de ressources financières adéquate; la durée est réduite à 3 ans pour les anciens citoyens italiens et leurs descendants immédiats (jus sanguinis), et pour les étrangers nés en Italie (ius soli), 4 ans pour les citoyens des autres pays de l'Union européenne et de 5 ans pour les apatrides et les réfugiés.
- Par le mariage ou l'union civile (article 20 de la Loi 76/16) avec un citoyen italien, après deux ans de résidence légale en Italie, ou après trois ans de mariage ou d'union civile si ils ou elles résident à l'étranger (l'échéance est réduite de moitié en présence d'un enfant né ou adopté par les époux), avec comme condition l'absence d'un casier judiciaire. Les femmes étrangères, mariés avec des citoyens italiens avant le 27 avril 1983, sont en mesure d'acquérir automatiquement la citoyenneté italienne.
- sur demande, d'être né dans les territoires déjà italiens.
- sur demande, d'être né dans les territoires qui appartenaient à l'ancien Empire austro-hongrois.

Le droit à la citoyenneté par le ius sanguinis n'est pas prescrit, mais pour être en mesure de l'obtenir, il est nécessaire de remplir les conditions suivantes :
- L'aïeul italien doit être né après le 17 mars 1861 (proclamation du royaume d'Italie), ou être vivant et de nationalité italienne à cette date ;
- La descendance doit être établie et démontrée, notamment par la production d'actes d'état civil ;
- L'aïeul italien ne doit pas être naturalisé dans le pays d'immigration (sauf naturalisation après le 15 août 1992) :
  - avant la majorité du descendant suivant dans la ligne de transmission, si ce dernier est né avant le 1er juillet 1912 ;
  - avant la naissance de ce descendant, si ce dernier est né après le 1er juillet 1912 et a acquis la nationalité étrangère par le droit du sol ;
- L'aïeule italienne confère le droit à la citoyenneté à ses descendants nés avant le 1er janvier 1948 (entrée en vigueur de la Constitution de la République italienne) que dans le cas de décrit conformément par l'article 1, paragraphe 2, de la Loi du 13 juin 1912, n. 555, si le père était inconnu, si le père est apatride, si les enfants n'ont pas gardés la nationalité du père étranger selon la loi de l'État de l'entité étatique dont il faisait partie, c'est-à-dire si ledit pays a imposé ou a accordé la nationalité étrangère uniquement pour ius soli et pas du jus sanguinis.

## Étapes historiques de la loi sur la citoyenneté italienne

### Le Statut Albertin de 1848
Le Statut albertin émis par le royaume de Sardaigne en 1848, a été la première règle fondamentale de l'État italien formé en 1861.  
La constitution identifie les principes de base qui forment la base de l'ordre monarchique.
L'article 24 dit :
« Tutti i regnicoli, qualunque sia il loro titolo o grado, sono eguali dinanzi alla legge. Tutti godono egualmente i diritti civili e politici, e sono ammissibili alle cariche civili, e militari, salve le eccezioni determinate dalle Leggi. »
Cet éloge de l'égalité devant la loi est décrit cependant, seulement pour les hommes. Les femmes restaient subordonnés à l'autorité du pater familias. Ce fait révèle que la citoyenneté, depuis la soumission de la femme et de ses enfants, de son mari a des conséquences sur l'ensemble de la famille. C'est aussi le cas pour la perte ou la réacquisition de la citoyenneté, tels que la naturalisation dans un autre pays.

### Le Code Civil de 1865
Les Articles 4 à 15 du Code Civil de 1865 régulent les conditions d'acquisition et de perte de la nationalité italienne. La citoyenneté italienne s'acquiert jure sanguinis : l'enfant de père citoyen est un citoyen ; ce droit se perd par démission, suivie par l'émigration, ou par l'obtention d'une nationalité étrangère.

### La loi n. 555 du 13 juin 1912
Le statut Albertin ne faisant aucune référence à l'égalité, ni à la différence entre les sexes, l'idée de la soumission de la femme à son mari, conception issue de la société, et présent dans la norme fondamentale (dans l'idée du législateur) avec de multiples exemples dans le droit positif, comme l'art. 144 du Code Civil de 1939 et, précisément, la Loi du 13 juin 1912, no. 555, "Sur la citoyenneté italienne". La Loi 555 exprime la primauté du mari dans le mariage et la soumission de la femme et des enfants aux vicissitudes qui pourrait concerner l'homme en ce qui concerne la citoyenneté. Il est établi que :
1. Le ius sanguinis était, pour les femmes dans le régime actuel, le principe régent, faisant du ius soli une hypothèse résiduelle.
2. Les enfants acquièrent la nationalité du père, et seulement sous une forme résiduelle celle de la mère. La mère transmet le droit à la citoyenneté à ses descendants nés avant le 1er janvier 1948 (entrée en vigueur de la Constitution de la République italienne) uniquement dans le cas d'résiduelle, l'article 1, paragraphe 2 de la loi du 13 juin 1912, n. 555, dans les conditions suivantes : si le père était inconnu, si le père est apatride, si les enfants n'ont pas gardés la nationalité du père étranger selon la loi de l'État de l'entité étatique dont il faisait partie, c'est-à-dire si ledit pays a imposé ou a accordé la nationalité étrangère uniquement pour ius soli et pas du jus sanguinis. Dans ce dernier cas, le Ministère de l'Intérieur estime que si l'enfant reçoit la citoyenneté "ius soli" du pays où il est né, il ne garde pas la citoyenneté de la mère, comme dans le cas qu'il reçoit du père "iure sanguinis".
3. La femme a perdu sa citoyenneté italienne de naissance dans le cas d'un mariage avec un étranger dont le droit national transmet la nationalité de son mari comme effet immédiat et direct de mariage (cette situation examinée dans l'article 10 où la perte de la nationalité de manière automatique par iure matrimonii, entre en contraste avec l'article 8, paragraphe 2 de la loi, qui, ayant un caractère universel, n'accorde pas l'automaticité de la perte de la nationalité par la naturalisation étrangère).

La loi no. 555 du 13 juin 1912, sanctionne les cas de double nationalité.
Si elle respecte la possession d'une double citoyenneté italienne, elle a une importance considérable dans l'article 7, pour la diaspora italienne. La disposition de cet article est inégale, la perte de la nationalité italienne appartenant au père, le statut de la même nationalité que l'appartenance à chaque enfants déjà nés.
Si un enfant né d'un père italien dans un pays qui accorde la citoyenneté ius soli, l'enfant est né avec la nationalité italienne du père, et aussi la nationalité du pays où il est né. De ce fait, l'enfant est né avec une double citoyenneté. Les enfants obtenant la double citoyenneté de cette façon peuvent maintenir leur statut dans le cas où le père est naturalisé plus tard, le faisant perdre sa nationalité italienne.
L'article 7 dit:
« Salvo speciali disposizioni da stipulare con trattati internazionali il cittadino italiano nato e residente in uno stato estero, dal quale sia ritenuto proprio cittadino per nascita, conserva la cittadinanza italiana, ma divenuto maggiorenne o emancipato, può rinunziarvi. »
Les lois de 1912 prenaient en compte le sexe, où l'article 7, qui devraient s'étendre tous les enfants du citoyen ne prend pas en compte que la ou les filles de ce dernier qui doivent avoir leurs naturalisations avec leurs père. En pouvant par la suite transmettre la nationalité italienne à leurs enfants nés avant le 1er juin 1948.
Concernant les enfants de veuves italiennes, la loi no 555 indique que ces derniers retiennent la citoyenneté italienne de leur père, dans l'éventualité où la veuve est d'une autre nationalité en se concordant à l'article 12. Les enfants peuvent retenir la citoyenneté italienne avec celle de leurs mère.
Les femmes étrangères qui se sont mariés avec les citoyens italiens avant le 27 avril 1983 ont acquis automatiquement sa nationalité italienne. Si, lors du mariage, l'acquisition de la nationalité italienne n'a pas de répercussions sur le statut de la mariée selon les lois de son pays, cette dernière a de fait la double nationalité. L'article 10 de la loi no 555 à condition qu'une femme mariée ne pouvait pas prendre une autre citoyenneté que son mari. Si, lors d'un mariage, une femme dispose d'une nouvelle nationalité étrangère, elle reste italienne.

### La Constitution républicaine de 1948
Avec le Pacte de Salerne, en avril 1944, conclu entre le Comité de libération nationale et la monarchie, il a été décidé de suspendre les élections entre la monarchie et la république jusqu'à la fin de la guerre. La Constitution du Royaume d'Italie, en 1848, était toujours officiellement en vigueur, étant donné que les lois qui l'avaient limitée, étaient dans une certaine mesure, abrogées à compter du 25 juillet 1943 (le jour de la chute du régime fasciste). Le 2 juin 1946, les Italiens étaient appelés aux urnes. Tous les hommes et les femmes italiens qui avaient 21 ans devaient se prononcer sur le référendum institutionnel concernant le choix entre la monarchie et la République et l'élection des 556 membres de l'Assemblée Constituante.
La Constitution italienne a été approuvé par l'Assemblée Constituante lors de la séance du 22 décembre 1947, publiée dans le Journal Officiel le 27 décembre 1947 et est entrée en vigueur le 1er janvier 1948. Le texte original a subi des changements dans la législature.
Les articles fondamentaux concernant le rapport à la citoyenneté, sont les suivants:
L'Article 3, situé dans les "Principes fondamentaux", contient deux postulats.
- Le premier établit l'égalité de tous les citoyens: "Tous les citoyens ont la même dignité sociale et sont égaux devant la loi, sans distinction de sexe, de race, de langue, de religion, d'opinion politique, personnelle et sociale".
- La seconde, complémentaire de la première, ajoute: "Il est du devoir de la République d'éliminer les obstacles d'ordre économique et social qui, en limitant de fait la liberté et l'égalité des citoyens, empêchent le développement intégral de la personne humaine et la participation effective de tous les travailleurs dans la politique de développement économique et social du Pays".

L'article 29, situé dans le Titre II, "les Relations, Éthiques et Sociaux", dispose: "La République reconnaît les droits de la famille comme société naturelle fondée sur le mariage". La deuxième postulat établit l'égalité entre le mari et la femme: "le mariage est fondé sur l'égalité morale et juridique des époux dans les limites prévues par la loi pour garantir l'unité de la famille".
Un autre article d'une importance fondamentale est l'article 136, située dans le Titre VI, "les Garanties Constitutionnelles", Section I, "La Cour Constitutionnelle", qui dispose: "Lorsque le Tribunal déclare l'illégitimité constitutionnelle d'une loi ou d'un acte ayant un pouvoir législatif, la norme cesse d'avoir effet le jour suivant la publication de la décision".
En outre, en ce qui concerne cet article, toujours en référence à la question de la citoyenneté, il est très important de prendre en compte le second postulat: "La décision de la Cour est éditée et vous est communiquée aux Chambres et aux Assemblées régionales concernées, afin de, s'ils le jugent nécessaire, vérifier la forme de la constitution"

## Les données sur l'obtention de la citoyenneté
Les données du Ministère de l'Intérieur montrent que, au cours des dernières décennies, l'obtention de la citoyenneté a augmenté de 1998 à 2016,.
| Année | Acquisitions de la citoyenneté |
| ----- | ------------------------------ |
| 1998  | 12.036                         |
| 1999  | 11.337                         |
| 2000  | 9.594                          |
| 2001  | 10.381                         |
| 2002  | 10.670                         |
| 2003  | 13.418                         |
| 2004  | 11.941                         |
| 2005  | 19.226                         |
| 2006  | 35.776                         |
| 2007  | 38.466                         |
| 2008  | 39.484                         |
| 2009  | 40.084                         |
| 2010  | 40.223                         |
| 2011  | 21.206                         |
| 2012  | 46.776                         |
| 2013  | 65.678                         |
| 2014  | 85.526                         |
| 2015  | 122.196                        |
| 2016  | 120.147                        |